# Раймунд Фитерский
Раймунд Фитерский (собственно: Раймундо де Фитеро; исп. San Raimundo de Fitero; варианты написания имени: Раймонд, Рамон; Сен-Годенс или Тарасона, Арагон — 1163, Сируэлос, Кастилия-Ла-Манча) — католический святой, аббат монастыря в Фитеро, активный участник Реконкисты, основатель испанского рыцарского ордена Калатравы, который существует и в наше время.

## Биография
Неизвестно, где родился будущий святой. Патриотические испанские легенды называют его родиной Тарасону (не путать с Таррагоной). Однако, вероятнее всего, что Раймунд  был гасконцем, а его родиной был город Сен-Годенс к северу от Пиренеев.
К моменту рождения Раймунда католические правители испанских королевств: Арагона, Кастилии, Наварры, контролировали лишь небольшую полоску земли на севере страны. Однако, именно к этому времени они достигли постепенного военного превосходства над маврами и начали постепенно отвоёвывать испанские города.
По одним данным, Раймунд начал свою церковную карьеру с того, что стал каноником собора в Тарасоне. Однако, куда более вероятно, что сначала Раймунд был монахом-цистерцианцем в аббатстве Эскаладье в Гаскони. Орден цистерцианцев был основан недавно — в 1098 году, переживал в то время свой бурный расцвет и привлекал  многочисленных сторонников обновления церковно-монашеской жизни.
Когда король Кастилии Альфонсо VII разрешил цистерцианскому ордену открывать монастыри в Испании, Раймунд отправился туда вместе с аббатом Дюраном (Дурандо), который основал новый монастырь (аббатство) неподалёку от реки Эбро в непосредственной близости от опасно непрочной и зыбкой для набегов границы между испанцами и маврами. После смерти Дурандо, Раймунд стал вторым настоятелем монастыря. Поскольку прежнее место для монастыря было выбрано неудачно, аббатство было перенесено в посёлок под названием Фитеро, значительно севернее первоначального места, на спокойной границе между кастильской Ла-Манчей и королевством Наварра. Новый монастырь получил название Санта-Мария-ла-Реаль-де-Фитеро.
Когда в 1157 году умер король Кастилии Альфонсо VII, Раймунд отправился в Толедо, столицу Кастилии, чтобы новый король Санчо III подтвердил привилегии, которые его умерший отец предоставил монастырю. В Толедо товарищ Раймонда, бывший рыцарь, отец Диего, узнал, что христианские лидеры планируют крупное наступление против мавров. Больше того, Санчо пообещал предоставить стратегический город Калатрава (Калатрава-ла-Вьеха) на реке Гвадиана любому сеньору, кто пообещает защитить его от мавров, которые в то время сами планировали вылазку на север, для того, чтобы испытать нового христианского короля.
Калатрава была отвоёвана у мавров всего за десять лет до этого, и была важна для испанцев тем, что представляла собой крепость на пути из Толедо в Кордову, в то время — твердыню мавров.
Вероятно, король Санчо ожидал, что на его призыв откликнется влиятельный светский феодал, однако, его предложение было принято аббатом Раймундом, которого вдохновил на это отец Диего. Среди испанских цистерцианцев было в то время много бывших рыцарей, пополнивших братию монастырей по различным причинам. Это помогло Раймундо при покровительстве архиепископа Толедо организовать войско, с которым он успешно отбил атаку мавров на Калатраву.
После этого Раймундом был провозглашён орден Калатравы — духовно-рыцарский орден с уставом, близким к цистерцианскому уставу, со штаб-квартирой в крепости Калатрава.
Сам Раймунд вскоре после этого удалился в цистерцианский монастырь в Сируэлосе около Оканьи, где и скончался в 1163 году, а в следующем году Папа Римский Александр III официально утвердил новый орден.
В последующие столетия орден Калатравы, наряду с другими орденами, в первую очередь, орденом Сантьяго, принимал ключевое участие в Реконкисте, а его рыцари составляли одно из самых эффективных подразделений испанской армии. К концу Реконкисты орден Калатравы превратился в значительного духовного феодала, владевшего землями в южной части Испании размером с небольшое отдельное княжество.
На сегодняшний день, орден Калатравы существует как элитарная испанская аристократическая корпорация. Председателем Совета четырёх испанских военных орденов (Сантьяго, Калатравы, Монтесы и Алькантары) с 2014 года является гроссмейстер (великий магистр) ордена Алькантары принц Педро Бурбон-Сицилийский, родственник испанского короля.
конография святого Раймунда довольно очевидным образом копировала иконографию Иакова Компостельского, духовного покровителя братского (и конкурирующего) ордена Сантьяго.